# Iordăcheanu
Iordăcheanu è un comune della Romania di 5 410 abitanti, ubicato nel distretto di Prahova, nella regione storica della Muntenia.
Il comune è formato dall'unione di 6 villaggi: Iordăcheanu, Mocești, Plavia, Străoști, Valea Cucului, Vărbila.